# 圣胡安县 (华盛顿州)
聖胡安縣（英語：San Juan County）是美国华盛顿州西北部的一個郡，由聖胡安群島組成，面積1,609平方公里。根据2020年美國人口普查，共有人口17,788人。縣治星期五港（Friday Harbor）。該縣成立於1873年10月31日，縣名源自聖胡安群島的主島聖胡安島。